# گوردون نیکسون
گوردون نیکسون (به انگلیسی: Gordon Nixon) (زاده ۲۵ ژانویه ۱۹۵۷) کارآفرین، بانکدار و مدیر ارشد اجرایی کانادایی است، که در حال حاضر به‌عنوان مدیر عامل اجرایی رویال بانک کانادا فعالیت می‌کند.